# Murtaler Zeitung
Die Murtaler Zeitung war eine Regionalzeitung für das steirische Murtal bzw. für die Bezirke Murtal und Murau sowie für den Lungau in Salzburg.
Gegründet wurde die Zeitung 1912 unter dem Namen Obersteirischer Verkehrsanzeiger. Noch im selben Jahr wurde sie vom damaligen Generaldirektor der Styria-Preßvereinsanstalten Franz Puchas gekauft und in "Murtaler Zeitung" umbenannt. Josef Daigl, der erste Chefredakteur der Zeitung, sorgte anschließend für steigende Relevanz der Zeitung als Informationsmedium. Nach dem Zweiten Weltkrieg wurde der spätere Chefredakteur der Kleine Zeitung sowie Gründer der Kronen Zeitung Hans Dichand kurzzeitig Chefredakteur. Die britische Besatzungsmacht sorgte für eine Umbenennung zur "Murtaler Volkszeitung", welche den drei damals relevantesten Parteien, ÖVP, SPÖ und KPÖ, unterlag. Dichand stellte daraufhin Hugo Portisch als "Hauptstadtkorrespondenten" ein. Ab März 1947 wurde wieder der Vorgängername verwendet und der Besitzer wechselte zur Styria Media Group. Nachfolger Dichands waren Fritz Posch, Kurt Muthspiel und Norbert Wallner.
Nach dem Ausscheiden von Chefredakteur und Geschäftsführer Wallner übernahm 2004 sein langjähriger Kollege, der damals 45-jährige Wolfgang Pfister, welcher seit 2002 als Prokurist fungierte, dessen Posten.
2012 fand in der Judenburger Festhalle eine Feier zum 100-jährigen Bestehen der Zeitung statt, zu der rund 400 Gäste geladen waren.
Mit der letzten Ausgabe vom 31. Dezember 2020 gab Pfister seine Pensionierung sowie die künftige Ablösung der Murtaler Zeitung durch die übergeordnete WOCHE bekannt. Mit der WOCHE Murtal und der WOCHE Murau sind für die beiden Bezirke eigene Wochenblätter geplant.